# Cyathea intermedia
Espèce
Synonymes
- Alsophila intermedia Mett.[1]
- Sphaeropteris intermedia (Mett.) R.M. Tryon[1]

Cyathea intermedia, aussi appelée Sphaeropteris intermedia, est une espèce de fougères arborescentes endémiques de la Nouvelle-Calédonie.

## Description

### Aspect général
Cette fougère arborescente peut mesurer jusqu'à 35 mètres. Elle est probablement la plus grande du monde.

### Feuilles
Les frondes mesurent jusqu'à 4 mètres de long.

## Répartition
Très commune en lisière des forêts dans le Nord-est de la Grande Terre, on trouve aussi cette espèce en Province Sud, notamment sur le Mont Mou.

## Usages
Le squelette de la fougère, très solide, est utilisé pour fabriquer des pointes de sagaies.
Ses bourgeons sont traditionnellement consommés dans un but contraceptif.

## Appellations
- Basionyme : Alsophila intermedia Mett., 1861[4]
- Synonyme : Sphaeropteris intermedia (Mett.) R.M.Tryon, 1970[4]

Cette plante s'appelle kararao en ajië, éti né hnit en drehu, gurubai en drubea, awa en nemi, tokaked en nengone, purawa en paicî et mèrèsäba en xârâcùù.

## Mythes et symbolique
Pour plusieurs clans kanak, cet arbre est associé aux origines ; l'Ancêtre serait sorti de son tronc creux.